# Buerenia
Buerenia M.S. Reddy & C.L. Kramer è un genere di funghi appartenente alla famiglia Protomycetaceae Gray. Si tratta di entità parassite di piante delle Apiaceae. Non sono disponibili sequenze o culture. Il genere è dedicato al botanico svizzero Günther von Büren, autore di diversi contributi scientifici dedicati alla conoscenza dei protomiceti. Specie descritte: 3.